# Scarchives Vol. 1
Albums de Lordi
Babez for Breakfast
(2010) To Beast or Not to Beast
Scarchives Vol. 1 est une compilation publié en septembre 2012 par Lordi. Le CD contient l'album jamais publié datant de 1997 Bend Over and Pray the Lord. Le DVD contient quant à lui le premier concert du groupe donné à Helsinki. Cette compilation sort à l'occasion des 20 ans d'existence du groupe (1992, date à laquelle Mr. Lordi commença son projet solo) et des 10 ans de Get Heavy.

## Titres

### Bend Over and Pray the Lord
- Playing the Devil (Bend Over and Pray the Lord)
- Cyberundertaker
- Steamroller
- Almost Human
- Idol
- Paint in Blood
- Death Suits You Fine
- I am the Leviathan
- Take me to your Leader
- Monstermotorhellmachine
- With Love and Sledgehammer
- The Dead are the Family
- White Lightning Moonshine
- Get Heavy (bonus)
- Hulking Dynamo (bonus)

### Get Heavy – First Gig Ever (DVD)
- Premier concert donné par le groupe à Nosturi, Helsinki 2002
- Commentaires de Mr. Lordi sur la création de Bend Over and Pray the Lord
- Galerie des marchandises qui n'ont pas été publiées